# دوال خاصة

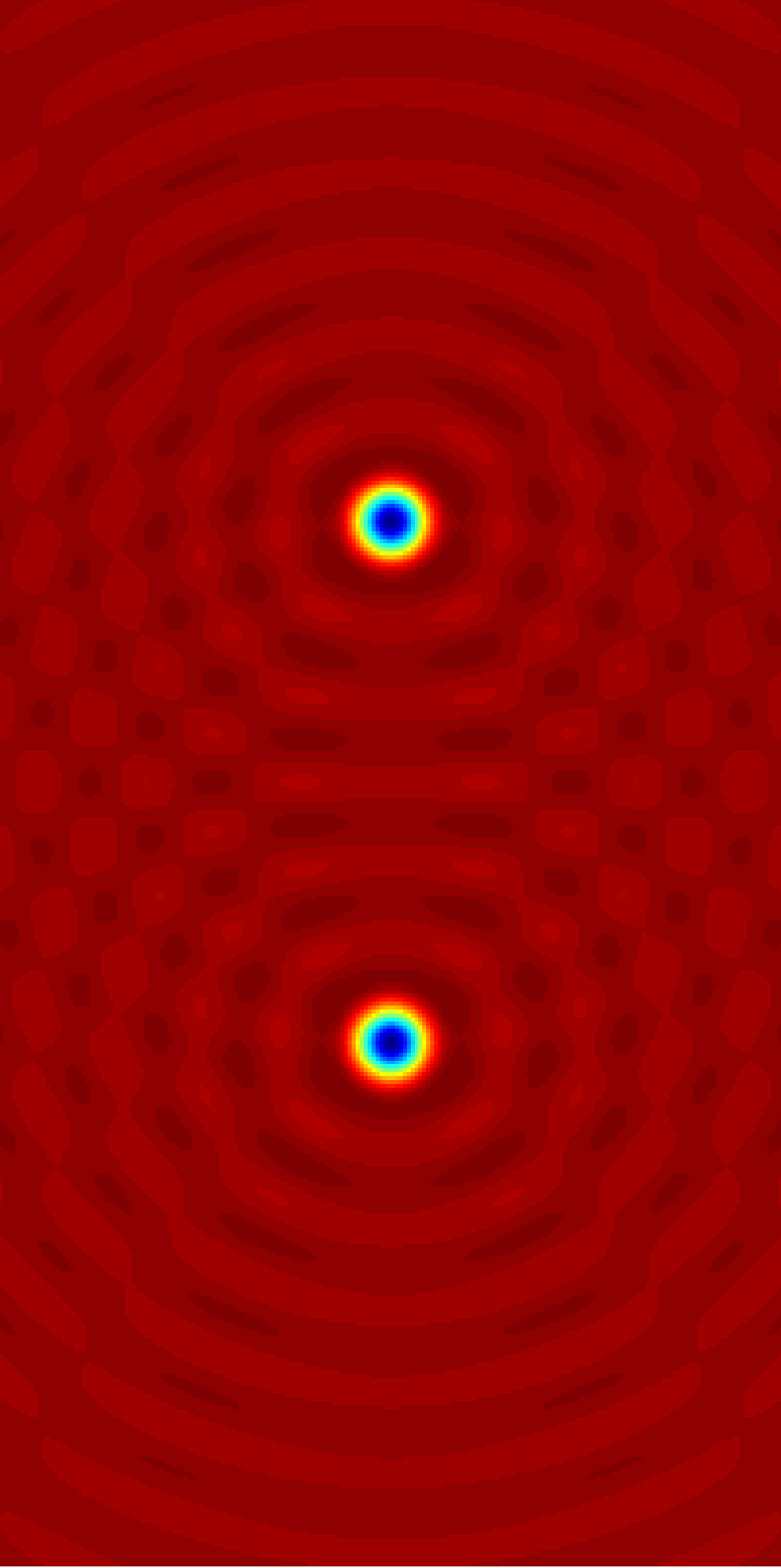
تداخل الأمواج المنبعثة من مصدرين أسطوانيين. يتم تفسير هذه الظاهرة باستخدام دوال بيسل.

الدوال الخاصة (بالإنجليزية: Special Functions)‏ هي مجموعة من الدوال التحليلية غير الابتدائية، والتي ظهرت في القرن التاسع عشر كحل لمعادلات في الفيزياء الرياضية، وخاصة المعادلات التفاضلية الجزئية من الدرجة الثانية والرابعة.

## قائمة الدوال الخاصة
- تكاملات أويلر: دالة بيتا، دالة غاما والدوال المرتبطة بها، دالة ديغاما (Digamma) ، دالة غاما غير مكتملة ، دالة بوليغاما (Polygamma). تدخل في حساب التكامل، في دراسة المتسلسلات وفي حساب الاحتمالات.
- دالة الخطأ: تستخدم في حساب الاحتمالات والفيزياء الإحصائية، ومتغيراتها (erfi ، دالة Dawson ،... إلخ ).
- دالة التكامل اللوغاريتمي: تظهر في توزيع الأعداد الأولية.
- تكامل مثلثي
  - الجيب الجوهري (Sinc) والجيب التكاملي لـ Fresnel: ظهرا في دراسة الحيود . أظهر إدموند تايلور ويتاكر أن دالة Sinc تلعب دورًا رئيسيًا في نظرية الاستيفاء على شبكة من النقاط المتساوية.
- دالة Airy: التي أدخلت خلال دراسة تشتت الضوء.
- التكاملات الإهليلجية: الناتجة عن دراسة التذبذبات التوافقية ذات السعة الكبيرة.
- دوال Legendre: والتي هي الحلول الأساسية لمعادلة لابلاس على الكرة.
- دالة Bessel: والتي هي الحلول الأساسية لمعادلة لابلاس على الاسطوانة الدائرية.
- دالة Hankel: حل خاص لمعادلة الأمواج في الإحداثيات الأسطوانية.
- دالة زيتا لريمان
- الدوال فوق الهندسية (Hypergeometric) ، التي تربط عدة دوال خاصة مع بعضها البعض بواسطة المعادلات الدالية.
- دوال Mathieu : ظهرت في دراسة اهتزازات الغشاء الإهليلجي والإشعاع الكهرومغناطيسي.
- دالة ثيتا ، والتي تعبر عن تكامل إهليلجي.
- متعدد اللوغاريتمات